# Acronicta carbonaria
Acronicta carbonaria är en fjärilsart som beskrevs av Ludwig Carl Friedrich Graeser 1889. Acronicta carbonaria ingår i släktet Acronicta och familjen nattflyn. Inga underarter finns listade i Catalogue of Life.